# برغوث الكلب
برغوث الكلب (بالإنجليزية: Dog flea)‏ (الاسم العلمي: Ctenocephalides canis)، هو نوع من جنس الرأسي الأمشاط من فصيلة البيوليسيدي، تعتبر أصغر من برغوث الإنسان في الحجم ومتطفلة خارجيا على الحيوانات الأليفة مثل الأرانب و الطيور والكلاب والقطط وأيضا الفئران، حيث تتغذى على دمائها. تتميز باللون البني المحمر، الجسم مضغوط من الجانبين، والأجنحة غائبة، وأجزاء الفم من النوع الثاقب الماص للدماء. العيون المركبة غائبة، ولكن يوجد زوج من الأعين البسيطة. قرن الإستشعار قصير مكون من ثلاث عقل. الأرجل قوية ومتحورة للقفز وخاصة الأرجل الخلفية. التحول فيها كامل، ويرقاتها إسطوانية عديمة الأرجل وتعيش في تراب المنازل والحظائر وأماكن تجمع الحيوانات خاصة في الأرياف.

## الخصائص
تلعب هذه الحشرة دورها هاماُ في نقل أمراضا خطيرة إلى الإنسان من الحيوانات ومن الحيوانات إلى الحيوانات مثل الطاعون و غيره من الأمراض الخطيرة الأخرى، وهذه الحشرة تقاوم كيميائياً باستخدام مبيدات كيميائية مناسبة على هيئة بودرات تعفير للحيوانات ولفراش الإنسان. كما أن نظافة البيوت والحظائر وتخليصها من الأتربة الكثيفة يقلل من فرص اكتمال دورة الحياة.

## النمط المعيشي
توجد هذه الحشرة على مدار العام في جنوب شرق آسيا ولاسيما المناطق الريفية وأماكن تربية الحيوانات حيث يتوفر فيها البيئة الترابية لمعيشة اليرقات، وتتغذى إناث وذكور الحشرة الكاملة على دم الحيوانات، أما اليرقة فتتغذى على المواد العضوية المتحللة الموجودة في البيئة الترابية التي تعيش فيها.
تضع الأنثى بيضها في التراب الموجود داخل المنازل وبين شقوق الأرض ليفقس عن يرقات تتغذى على المحتويات العضوية فيه، تتحول اليرقة إلى عذراء بعد عدة أسابيع لتتحول هي الأخرى إلى الحشرة الكاملة بعد عدة أيام من التعذر.